# Campeonato Mineiro
Campeonato Mineiro är distriktsmästerskapet i fotboll i delstaten i Minas Gerais i Brasilien och administreras av Federação Mineira de Futebol (Minas Gerais fotbollsförbund). Det är främst två lag som har varit lyckosamma i mästerskapet, nämligen Atlético Mineiro och Cruzeiro med 42 respektive 36 vunna mästerskap. Därefter har América (MG) vunnit 15 gånger, Villa Nova fem gånger,  Siderúrgica 2 gånger samt Caldense och Ipatinga 1 gång vardera. Mästerskapet grundades 1915 och första mästarna blev Atlético Mineiro.

## År för år
| Säsong                 | Vinnare | Tvåa |
| ---------------------- | --- | --- |
| 1915                   | Atlético Mineiro (Belo Horizonte) | América Mineiro (Belo Horizonte) |
| 1916                   | América Mineiro (Belo Horizonte) | Atlético Mineiro (Belo Horizonte) |
| 1917                   | América Mineiro (Belo Horizonte) | Atlético Mineiro (Belo Horizonte) |
| 1918                   | América Mineiro (Belo Horizonte) | Atlético Mineiro (Belo Horizonte) |
| 1919                   | América Mineiro (Belo Horizonte) | Yale (Belo Horizonte) |
| 1920                   | América Mineiro (Belo Horizonte) | Guarany (Belo Horizonte) |
| 1921                   | América Mineiro (Belo Horizonte) | Atlético Mineiro (Belo Horizonte) |
| 1922                   | América Mineiro (Belo Horizonte) | Palestra Itália (Belo Horizonte) |
| 1923                   | América Mineiro (Belo Horizonte) | Palestra Itália (Belo Horizonte) |
| 1924                   | América Mineiro (Belo Horizonte) | Palestra Itália (Belo Horizonte) |
| 1925                   | América Mineiro (Belo Horizonte) | Palestra Itália (Belo Horizonte) |
| 1926                   | Atlético Mineiro (korad av LMDT - Liga Mineira de Desportos Terrestres) (Belo Horizonte) Palestra Itália (korad av AMET - Associação Mineira de Esportes Terrestres (Belo Horizonte) | Atlético Mineiro (korad av LMDT - Liga Mineira de Desportos Terrestres) (Belo Horizonte) Palestra Itália (korad av AMET - Associação Mineira de Esportes Terrestres (Belo Horizonte) |
| 1927                   | Atlético Mineiro (Belo Horizonte) | Palestra Itália (Belo Horizonte) |
| 1928                   | Palestra Itália (Belo Horizonte) | Atlético Mineiro (Belo Horizonte) |
| 1929                   | Palestra Itália (Belo Horizonte) | Atlético Mineiro (Belo Horizonte) |
| 1930                   | Palestra Itália (Belo Horizonte) | América Mineiro (Belo Horizonte) |
| 1931                   | Atlético Mineiro (Belo Horizonte) | América Mineiro (Belo Horizonte) |
| 1932                   | Atlético Mineiro (korad av LMDT - Liga Mineira de Desportos Terrestres) (Belo Horizonte) Villa Nova (korad av AMET - Associação Mineira de Esportes Terrestres) (Nova Lima)          | Atlético Mineiro (korad av LMDT - Liga Mineira de Desportos Terrestres) (Belo Horizonte) Villa Nova (korad av AMET - Associação Mineira de Esportes Terrestres) (Nova Lima)          |
| 1933                   | Villa Nova (Nova Lima) | Palestra Itália (Belo Horizonte) |
| 1934                   | Villa Nova (Nova Lima) | Atlético Mineiro (Belo Horizonte) |
| 1935                   | Villa Nova (Nova Lima) | Atlético Mineiro (Belo Horizonte) |
| 1936                   | Atlético Mineiro (Belo Horizonte) | Palestra Itália (Belo Horizonte) |
| 1937                   | Siderúrgica (Sabará) | Villa Nova (Nova Lima) |
| 1938                   | Atlético Mineiro (Belo Horizonte) | Palestra Itália (Belo Horizonte) |
| 1939                   | Atlético Mineiro (Belo Horizonte) | Siderúrgica (Sabará) |
| 1940                   | Palestra Itália (Belo Horizonte) | Atlético Mineiro (Belo Horizonte) |
| 1941                   | Atlético Mineiro (Belo Horizonte) | Siderúrgica (Sabará) |
| 1942                   | Atlético Mineiro (Belo Horizonte) | América Mineiro (Belo Horizonte) |
| 1943                   | Cruzeiro (Belo Horizonte) | Atlético Mineiro (Belo Horizonte) |
| 1944                   | Cruzeiro (Belo Horizonte) | Atlético Mineiro (Belo Horizonte) |
| 1945                   | Cruzeiro (Belo Horizonte) | Villa Nova (Nova Lima) |
| 1946                   | Atlético Mineiro (Belo Horizonte) | Villa Nova (Nova Lima) |
| 1947                   | Atlético Mineiro (Belo Horizonte) | Villa Nova (Nova Lima) |
| 1948                   | América Mineiro (Belo Horizonte) | Atlético Mineiro (Belo Horizonte) |
| 1949                   | Atlético Mineiro (Belo Horizonte) | América Mineiro (Belo Horizonte) |
| 1950                   | Atlético Mineiro (Belo Horizonte) | Cruzeiro (Belo Horizonte) |
| 1951                   | Villa Nova (Nova Lima) | Atlético Mineiro (Belo Horizonte) |
| 1952                   | Atlético Mineiro (Belo Horizonte) | Siderúrgica (Sabará) |
| 1953                   | Atlético Mineiro (Belo Horizonte) | Siderúrgica (Sabará) |
| 1954                   | Atlético Mineiro (Belo Horizonte) | Cruzeiro (Belo Horizonte) |
| 1955                   | Atlético Mineiro (Belo Horizonte) | Cruzeiro (Belo Horizonte) |
| 1956                   | Atlético Mineiro (Belo Horizonte) Cruzeiro (Belo Horizonte) | Atlético Mineiro (Belo Horizonte) Cruzeiro (Belo Horizonte) |
| 1957                   | América Mineiro (Belo Horizonte) | Siderúrgica (Sabará) |
| 1958                   | Atlético Mineiro (Belo Horizonte) | América Mineiro (Belo Horizonte) |
| 1959                   | Cruzeiro (Belo Horizonte) | América Mineiro (Belo Horizonte) |
| 1960                   | Cruzeiro (Belo Horizonte) | América Mineiro (Belo Horizonte) |
| 1961                   | Cruzeiro (Belo Horizonte) | Guarani (MG) (Divinópolis) |
| 1962                   | Atlético Mineiro (Belo Horizonte) | Cruzeiro (Belo Horizonte) |
| 1963                   | Atlético Mineiro (Belo Horizonte) | Democrata (SL) (Sete Lagoas) |
| 1964                   | Siderúrgica (Sabará) | América Mineiro (Belo Horizonte) |
| 1965                   | Cruzeiro (Belo Horizonte) | Atlético Mineiro (Belo Horizonte) |
| 1966                   | Cruzeiro (Belo Horizonte) | Atlético Mineiro (Belo Horizonte) |
| 1967                   | Cruzeiro (Belo Horizonte) | Atlético Mineiro (Belo Horizonte) |
| 1968                   | Cruzeiro (Belo Horizonte) | Atlético Mineiro (Belo Horizonte) |
| 1969                   | Cruzeiro (Belo Horizonte) | Atlético Mineiro (Belo Horizonte) |
| 1970                   | Atlético Mineiro (Belo Horizonte) | Cruzeiro (Belo Horizonte) |
| 1971                   | América Mineiro (Belo Horizonte) | Cruzeiro (Belo Horizonte) |
| 1972                   | Cruzeiro (Belo Horizonte) | Atlético Mineiro (Belo Horizonte) |
| 1973                   | Cruzeiro (Belo Horizonte) | América Mineiro (Belo Horizonte) |
| 1974                   | Cruzeiro (Belo Horizonte) | Atlético Mineiro (Belo Horizonte) |
| 1975                   | Cruzeiro (Belo Horizonte) | Atlético Mineiro (Belo Horizonte) |
| 1976                   | Atlético Mineiro (Belo Horizonte) | Cruzeiro (Belo Horizonte) |
| 1977                   | Cruzeiro (Belo Horizonte) | Atlético Mineiro (Belo Horizonte) |
| 1978                   | Atlético Mineiro (Belo Horizonte) | Cruzeiro (Belo Horizonte) |
| 1979                   | Atlético Mineiro (Belo Horizonte) | Cruzeiro (Belo Horizonte) |
| 1980                   | Atlético Mineiro (Belo Horizonte) | Cruzeiro (Belo Horizonte) |
| 1981                   | Atlético Mineiro (Belo Horizonte) | Cruzeiro (Belo Horizonte) |
| 1982                   | Atlético Mineiro (Belo Horizonte) | Cruzeiro (Belo Horizonte) |
| 1983                   | Atlético Mineiro (Belo Horizonte) | Cruzeiro (Belo Horizonte) |
| 1984                   | Cruzeiro (Belo Horizonte) | Atlético Mineiro (Belo Horizonte) |
| 1985                   | Atlético Mineiro (Belo Horizonte) | Cruzeiro (Belo Horizonte) |
| 1986                   | Atlético Mineiro (Belo Horizonte) | Cruzeiro (Belo Horizonte) |
| 1987                   | Cruzeiro (Belo Horizonte) | Atlético Mineiro (Belo Horizonte) |
| 1988                   | Atlético Mineiro (Belo Horizonte) | Cruzeiro (Belo Horizonte) |
| 1989                   | Atlético Mineiro (Belo Horizonte) | Cruzeiro (Belo Horizonte) |
| 1990                   | Cruzeiro (Belo Horizonte) | Atlético Mineiro (Belo Horizonte) |
| 1991                   | Atlético Mineiro (Belo Horizonte) | Democrata (Governador Valadares) |
| 1992                   | Cruzeiro (Belo Horizonte) | América Mineiro (Belo Horizonte) |
| 1993                   | América Mineiro (Belo Horizonte) | Atlético Mineiro (Belo Horizonte) |
| 1994                   | Cruzeiro (Belo Horizonte) | Atlético Mineiro (Belo Horizonte) |
| 1995                   | Atlético Mineiro (Belo Horizonte) | América Mineiro (Belo Horizonte) |
| 1996                   | Cruzeiro (Belo Horizonte) | Atlético Mineiro (Belo Horizonte) |
| 1997                   | Cruzeiro (Belo Horizonte) | Villa Nova (Nova Lima) |
| 1998                   | Cruzeiro (Belo Horizonte) | Atlético Mineiro (Belo Horizonte) |
| 1999                   | Atlético Mineiro (Belo Horizonte) | América Mineiro (Belo Horizonte) |
| 2000                   | Atlético Mineiro (Belo Horizonte) | Cruzeiro (Belo Horizonte) |
| 2001                   | América Mineiro (Belo Horizonte) | Atlético Mineiro (Belo Horizonte) |
| 2002                   | Caldense (Poços de Caldas) | Ipatinga (Ipatinga) |
| 2002 (Supercampeonato) | Cruzeiro (Belo Horizonte) | Caldense (Poços de Caldas) |
| 2003                   | Cruzeiro (Belo Horizonte) | Atlético Mineiro (Belo Horizonte) |
| 2004                   | Cruzeiro (Belo Horizonte) | Atlético Mineiro (Belo Horizonte) |
| 2005                   | Ipatinga (Ipatinga) | Cruzeiro (Belo Horizonte) |
| 2006                   | Cruzeiro (Belo Horizonte) | Ipatinga (Ipatinga) |
| 2007                   | Atlético Mineiro (Belo Horizonte) | Cruzeiro (Belo Horizonte) |
| 2008                   | Cruzeiro (Belo Horizonte) | Atlético Mineiro (Belo Horizonte) |
| 2009                   | Cruzeiro (Belo Horizonte) | Atlético Mineiro (Belo Horizonte) |
| 2010                   | Atlético Mineiro (Belo Horizonte) | Ipatinga (Ipatinga) |
| 2011                   | Cruzeiro (Belo Horizonte) | Atlético Mineiro (Belo Horizonte) |
| 2012                   | Atlético Mineiro (Belo Horizonte) | América Mineiro (Belo Horizonte) |
| 2013                   | Atlético Mineiro (Belo Horizonte) | Cruzeiro (Belo Horizonte) |
| 2014                   | Cruzeiro (Belo Horizonte) | Atlético Mineiro (Belo Horizonte) |
| 2015                   | Atlético Mineiro (Belo Horizonte) | Caldense (Poços de Caldas) |
| 2016                   | América Mineiro (Belo Horizonte) | Atlético Mineiro (Belo Horizonte) |